# Bessières
 Bessières  es una población y comuna francesa, en la región de Mediodía-Pirineos, departamento de Alto Garona, en el distrito de Toulouse y cantón de Montastruc-la-Conseillère.

## Demografía
| 1220 | 1456 | 1595 | 1841 | 2009 | 2222 |
| Para los censos de 1962 a 1999 la población legal corresponde a la población sin duplicidades (Fuente: INSEE [Consultar]) |      |      |      |      |      |

## Monumentos

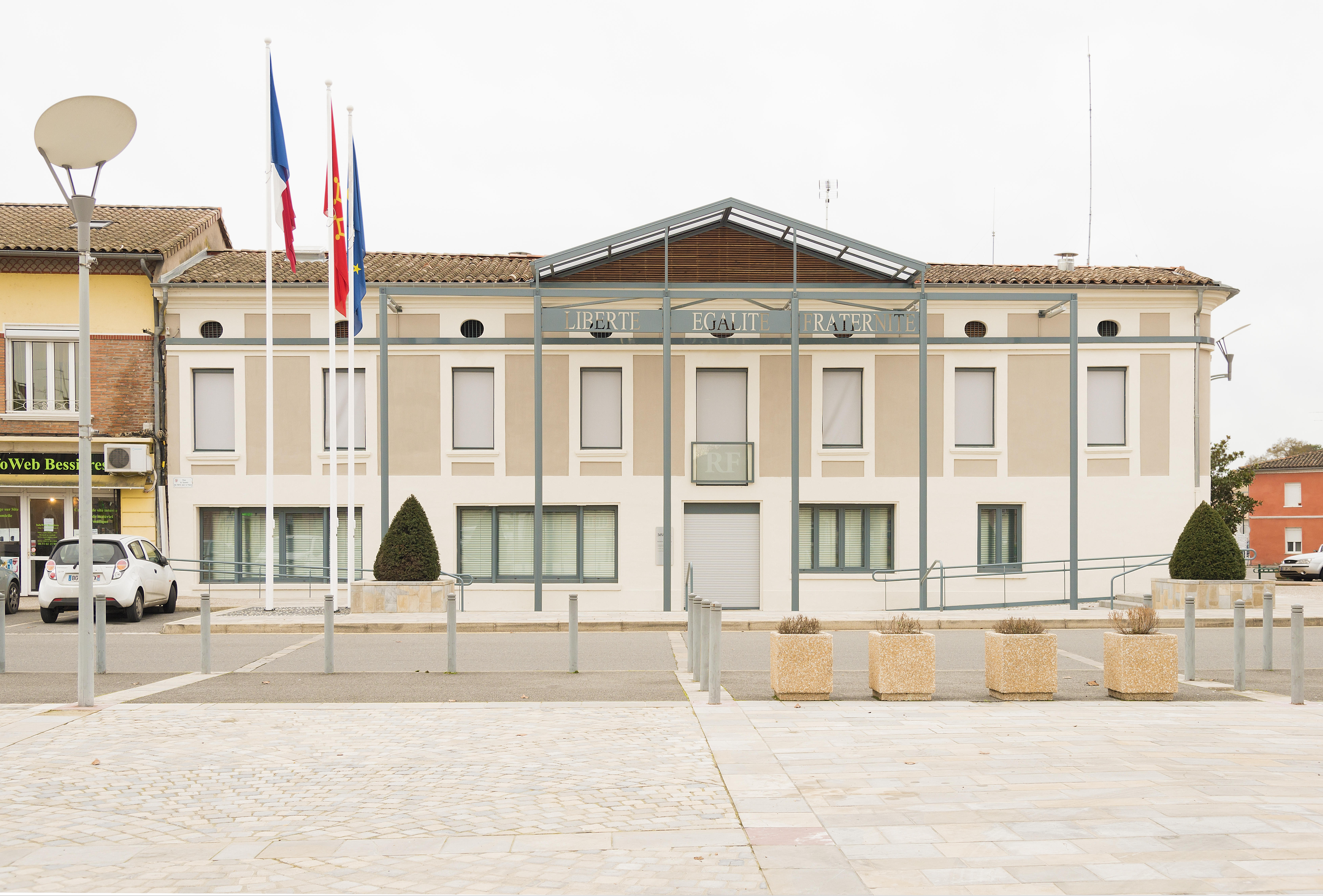
El ayuntamiento.
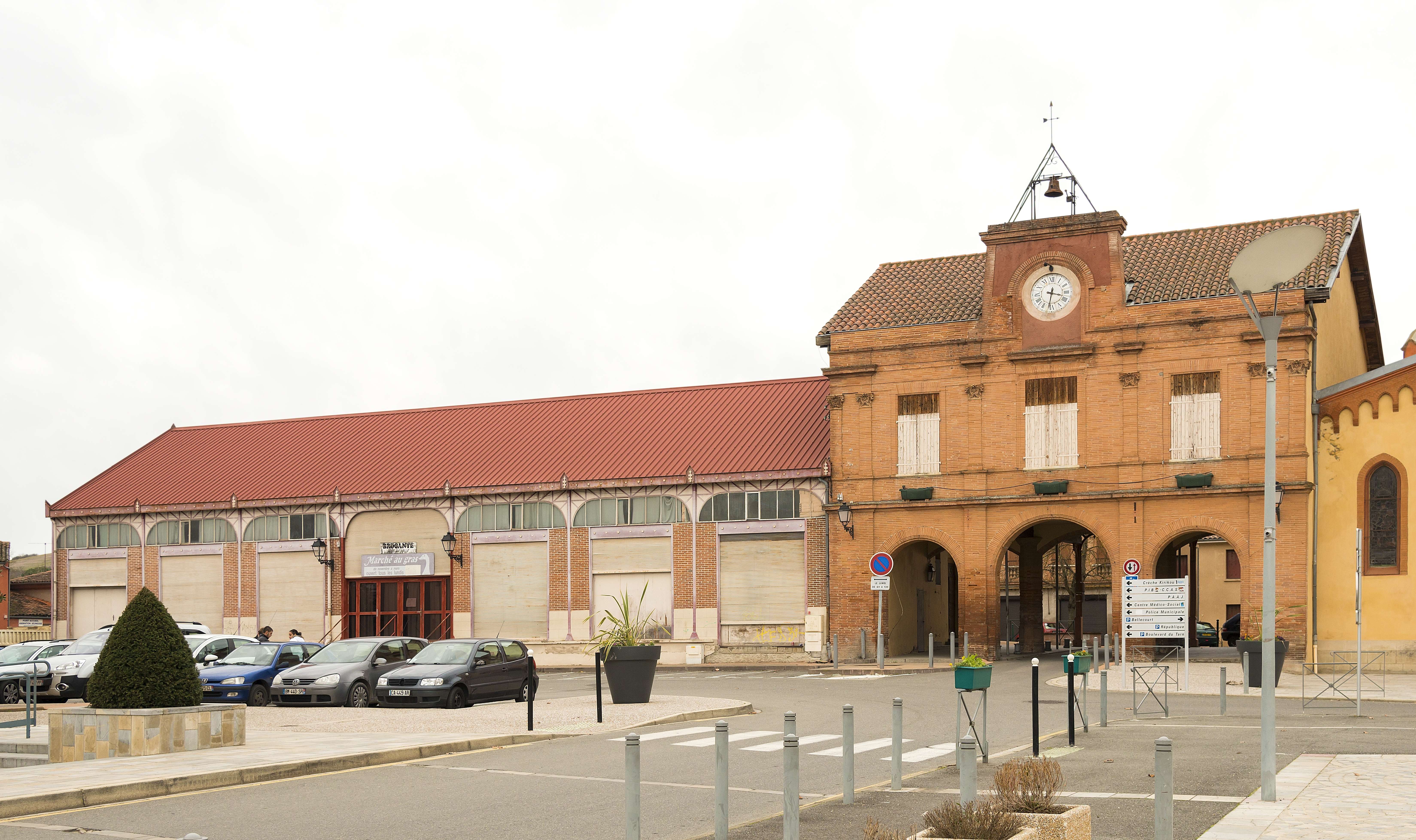
El Mercado.
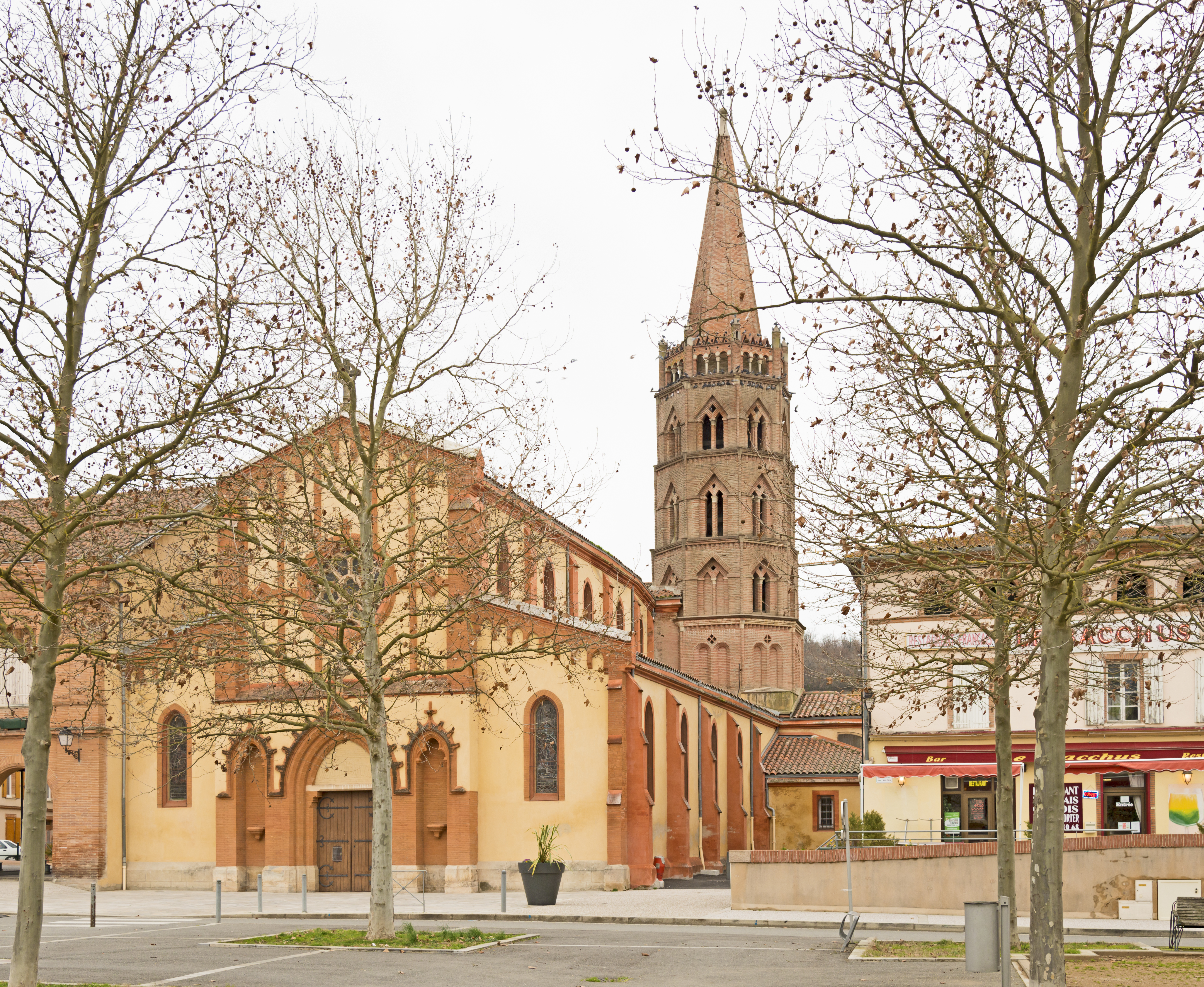
La Iglesia.
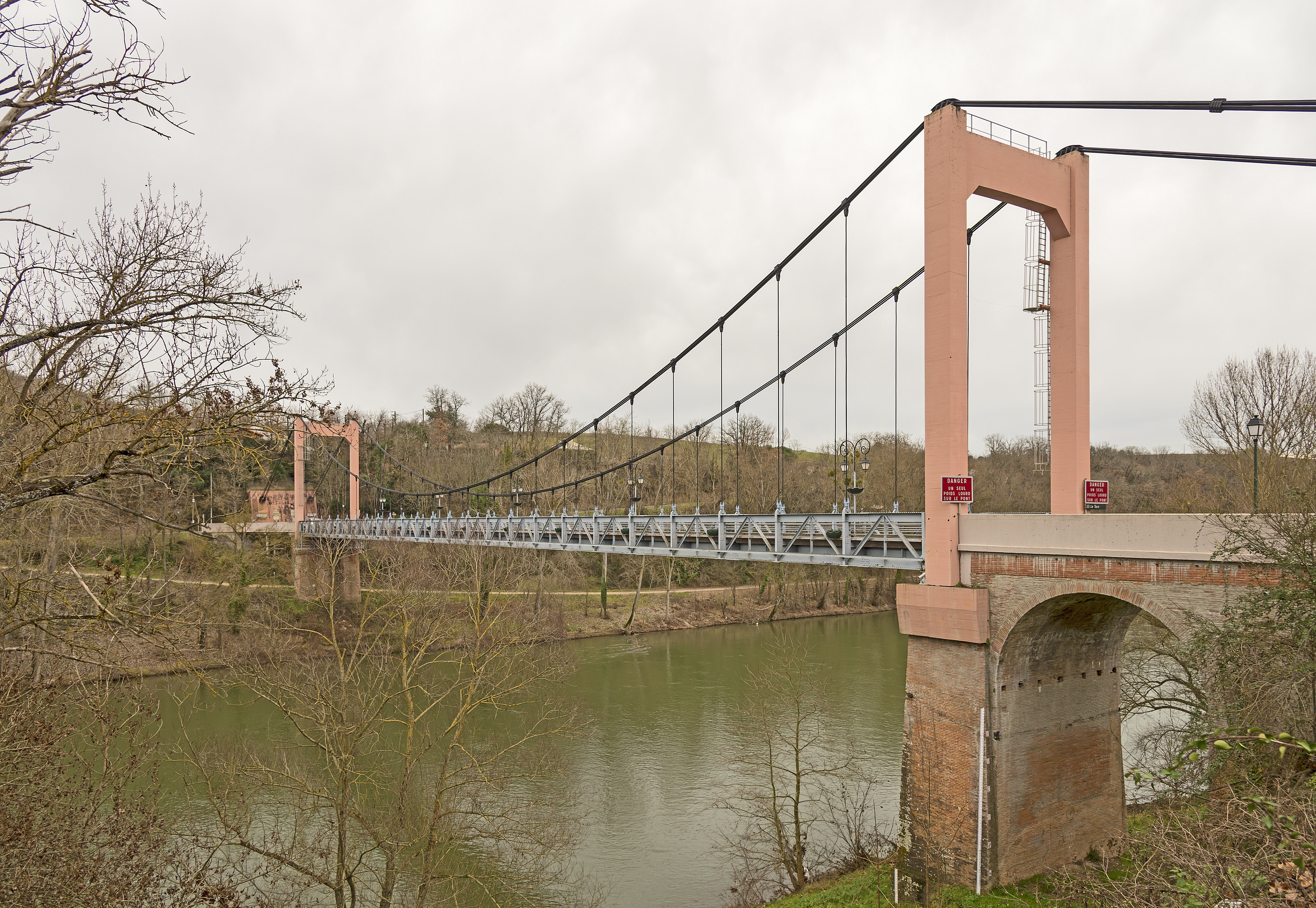
El puente.